# História do Distrito Federal (Brasil)
A história do Distrito Federal, unidade federativa do Brasil, pessoa jurídica de direito público interno, inicia-se com sua criação em 1891 pela então Constituição dos Estados Unidos do Brasil. O antigo Distrito Federal (1891–1960) foi criado em 1891 pela primeira constituição da República brasileira, e equivalia ao território do antigo Município Neutro, a sede da monarquia brasileira, que existiu de 1834 a 1891, desmembrado da província do Rio de Janeiro. Com a Proclamação da República, ficou estabelecido que a futura Capital Federal seria estabelecida em uma zona no planalto central da República. Em 1958, durante o Governo JK, com o início das obras de construção da nova sede de governo, foi desmembrado do território de Goiás, na divisa com o estado de Minas Gerais, o atual Distrito Federal para nele estabelecer-se a futura Capital Federal. Durante o período 1958-1960, os dois Distritos Federais coexistiram. Em 21 de abril de 1960, com a inauguração de Brasília, o antigo Distrito Federal (1891–1960) foi extinto por decreto presidencial, sendo convertido no mesmo ato em um novo estado: o estado da Guanabara, cujo primeiro governador, alçado ao cargo por nomeação presidencial, foi José Sette Câmara Filho.
Na década de 1960, o atual Distrito Federal possuía um prefeito. A partir de 1969, com uma emenda constitucional, o chefe do executivo do Distrito Federal passou a ser um governador. Nas suas primeiras décadas, o governador do atual Distrito Federal era nomeado pelo governo federal, tal como eram nomeados os prefeitos do antigo Distrito Federal (1891–1960). Com a Constituição de 1988, entretanto, o Distrito Federal adquiriu plena autonomia e a população adquiriu o direito de eleger seus governantes. Ainda com a Constituição de 1988, a Capital Federal e o Distrito Federal deixaram de ser considerado os mesmos. Até antes da Constituição de 1988, a Capital da União e o Distrito Federal eram considerados os mesmos (a Constituição de 1946 e de 1967 atestavam "O Distrito Federal é a Capital da União"). A partir da Constituição de 1988, contudo, a Constituição atesta "Brasília é a Capital Federal", que deixou de ser considerada como o Distrito Federal, para equivaler apenas ao plano piloto de Brasília. Assim, diferentemente do que ocorria até antes da Constituição de 1988, onde todo o Distrito Federal era considerado a Capital da União, no atual apenas o plano piloto de Brasília é de facto e de jure a Capital Federal, no atual Distrito Federal.